# Спартак (Чуйская область)
Спартак (кирг. Спартак) — село в Московском районе Чуйской области Кыргызстана. Административный центр Чапаевского айылного аймака.

## География
Село расположено в западной части области, на расстоянии приблизительно 20 километров (по прямой) к северу от села Беловодского, административного центра района. Абсолютная высота — 603 метра над уровнем моря.

## Население
Согласно оценочным данным Национального статистического комитета Кыргызской Республики, численность населения села на начало 2023 года составляла 1346 человек.
| год     | 2009 | 2014 | 2015 | 2020 | 2021 | 2023 |
| ------- | ---- | ---- | ---- | ---- | ---- | ---- |
| человек | 1217 | 1319 | 1319 | 1318 | 1321 | 1346 |